# Ångermanlands Fotbollförbund
Ångermanlands Fotbollförbund (Ångermanlands FF) är ett av de 24 distriktsförbunden under Svenska Fotbollförbundet. Ångermanlands FF administrerar de lägre serierna för seniorer och ungdomsserierna i Ångermanland.
Förbundet bildades den 1 juli 1933, då Västernorrlands Läns Fotbollförbund upplöstes, och delades upp i Ångermanlands Fotbollförbund och Medelpads Fotbollförbund.

## Serier
Ångermanlands FF administrerar följande serier:

### Herrar
Division 4 - en serie

Division 5 - en serie

Division 6 - två serier

### Damer
Division 3 - en serie

Övriga serier
- Ungdomsserier
- Reservlagsserier